# Lincoln megye (Nebraska)
Lincoln megye az Amerikai Egyesült Államokban, azon belül Nebraska államban található. Megyeszékhelye és legnagyobb városa North Platte. Lakosainak száma 34 676 fő (2020. április 1.). Lincoln megye Logan, Hayes, Frontier, Custer, McPherson, Perkins, Dawson és Keith megyékkel határos.

## Népesség
A megye népességének változása:
| Lakosok száma | 36 264 | 36 045 | 35 998 | 36 051 | 35 656 | 34 676 |
|               | 2010   | 2011   | 2012   | 2013   | 2015   | 2020   |